# 吉田一郎
吉田一郎（日语：／，1963年11月3日—），日本政治人物、記者，現任埼玉縣埼玉市議会議員。

## 經歷
生於東京都北区赤羽，在埼玉県大宮市（現埼玉市北区）成長，若竹幼稚園、大宮市立東大成小学校、大宮市立植竹中学校畢業。初中時代受塔摩利的獨演會《四ヵ国語麻雀》影響，產生興趣而開始學習中文和韓語。一次觀看香港電影《Mr.BOO!》後，他燃起對香港的興趣。1982年再從埼玉縣立上尾高等學校畢業。
1977年、1980年和1984年曾三次到香港旅行。吉田此後考入了法政大學社会學部應用經濟學科。1985年至1987年在學期間，曾到香港中文大學留學，並於九龍城寨西城街居住，靠擔任日本語學校的講師維持生活。法政大學卒業後，吉田1988年再赴香港任週刊《香港時報》記者，正式展開他的新聞工作者生涯。及後吉田再出任月刊《香港通信》總編輯及日刊《香港Business Post》總編輯。此時期他也以獨立撰稿人的記者身份活動，習慣向《AERA》《SAPIO》等雜誌寄稿。
在九龍城寨生活的經驗，亦令他對飛地產生興趣。香港回歸後，吉田返回日本早稻田大學修讀碩士，以「飛地」為題撰寫畢業論文。2002年7月，他為了整理關於全世界飛地的資訊，特意透過雅虎地球村設立了名為「世界飛地研究會（世界飛び地領土研究会）」的網站。
2001年5月，吉田目睹日本政府因為更改行政區劃，將他成長的大宮市與毗鄰的浦和市及与野市合併，成立埼玉市（さいたま市），結果導致大宮市消失。吉田認為，合併此舉會將大宮市的資源拱手相讓，等同令大宮市成為浦和市的「殖民地」，因而非常不滿。他因而決定參選埼玉市市長，爭取大宮市獨立，踏上政治生涯。縱使他在該選舉中落選，吉田依然決定在2002年10月成立「大宮市流亡市政府（大宮市亡命市役所）」，自任管理人，並為其開設網站以宣揚主張。2003年4月吉田初次參與埼玉市議會議員選舉，以2,595票的最低得票落選，2007年（平成19年）4月8日換屆時的第16屆統一地方選舉才首次當選。
2015年成立名為「無所属・無党派」的政治團體，並擔任事實上的代表，相當於黨首。

## 其它
吉田一郎对香港反送中运动的立场是法律至上，警方、示威者以及政府均不应有违反法治的行为；又指出有沒有民主和法治完全是兩個次元的概念。正如就算在不完全民主，或沒有民主的國家，也不可以自由地殺人放火，卽使警方做得過火亦如是。一切应跟从法律途径处理，「不守法就要罰是當然的事」。
2020年11月，一段2010年吉田在琦玉市议会发言的视频在中国bilibili等网站上走红。影片中吉田发言反对外国人参政，并用流利的普通话、粤语和闽南語等模仿了外国人参政之后语言不通的场景。

## 著書
- . 角川ソフィア文庫. KADOKAWA/角川学芸出版. 2014-08. ISBN 4044094691.
- . 社会評論社. 2012-11. ISBN 4784509704.
- . ちくま文庫. 筑摩書房. 2010-07. ISBN 4480427252.
- 対談. スポーツチャンネル. 2010-02. ISBN 4903333086.
- 監修. 大和書房. 2008-10. ISBN 4479391797.
- . 社会評論社. 2006-08. ISBN 4784509712.[11]
- . 交通新聞社. 2005-11. ISBN 4330839059.
- 監修. イースト・プレス. 2004-02. ISBN 4872574230.
- . アスペクト. 1998-10. ISBN 4757202520.
- . アスキー. 1997-07. ISBN 4893667637.
- . 徳間書店. 1997-06. ISBN 4198607125.
- . 宝島社. 1994-08. ISBN 4796692177.

## 脚注
1. 1 2 3 4  . やっぱり大宮市民の会.   [2013-10-17]. 原始内容存档于2019-03-26.
2. ↑  吉田一郎. . 交通新聞社. 年（平成17年）12月1日 （日语）.
3. 1 2  楊天帥. . 香港蘋果日報. 2019-12-16  [2021-01-17]. （原始内容存档于2021-01-24） （中文（繁體））.
4. 1 2 3 4  . 立場新聞. 2019-12-16  [2020-06-21]. （原始内容存档于2020-12-08）.
5. 1 2  . アスキー. 2007-09-17  [2013-10-17]. （原始内容存档于2019-06-05）.
6. ↑  .   [2020-06-21]. （原始内容存档于2020-11-29）.
7. ↑  .   [2020-06-21]. （原始内容存档于2019-10-05）.
8. ↑  . TBSラジオ. 2008-01-25  [2013-10-17]. （原始内容存档于2018-07-25）.
9. 1 2 3  . アスキー. 2007-09-17  [2013-10-17]. （原始内容存档于2021-01-16）.
10. ↑  朱加樟. . hk01. 2020-11-30  [2021-01-17]. （原始内容存档于2021-01-24）.
11. ↑  . ブック・アサヒ・コム.   [2013-10-17]. （原始内容存档于2013-10-17）.

## 外部連結
- 吉田一郎的X（前Twitter）
- YouTube上的吉田一郎頻道
- 埼玉市議会議員 吉田一郎（网络存档）（日語）
- 世界飛地研究會（网络存档）（日語）
- 野次馬的亞洲研究中心（网络存档）（日語）
- 「東洋之魔窟」九龍城砦探檢記（网络存档）（日語）
- 大宮市流亡市政府（网络存档）（日語）